# Sakyō Komatsu
Sakyō Komatsu (jap. 小松 左京, Komatsu Sakyō; * 28. Januar 1931 in Nishi-ku, Osaka als Minoru Komatsu (小松 実, Komatsu Minoru); † 26. Juli 2011 in Osaka) war einer der bekanntesten japanischen Science-Fiction-Schriftsteller.

## Leben
Komatsu studierte an der Universität Kyōto italienische Literatur und kam durch die Lektüre von Kōbō Abe und die italienischen Klassiker auf den Gedanken, dass moderne Literatur und Science-Fiction im Grunde dasselbe seien. Er war nach dem Studium als Redakteur bei einer Wirtschaftszeitschrift tätig und arbeitete als Journalist und Reporter für Radio Osaka. Die erste eigene Science-Fiction-Erzählung erschien 1962; Chi ni wa Heiwa o (Friede auf Erden) schildert den Eingriff einer zukünftigen Behörde für Zukunftskontrolle in den Ablauf des Zweiten Weltkrieges. In den westlichen Ländern wurde er durch die Romane Japan sinkt und Sayonara Jupiter (さよならジュピタ) bekannt, beide wurden verfilmt, Japan sinkt 1973 (Der Untergang Japans) und 2006 (engl. Sinking of Japan). Auch sein Roman ESPY (エスパイ, 1970), der von ESP-begabten Verbrecherjägern handelt, wurde verfilmt (1974); weder das Buch noch der Film wurden in Deutschland veröffentlicht.
Für Japan sinkt bekam Komatsu den Seiun-Preis. Der Roman beschreibt den Untergang der japanischen Hauptinseln in einer Kette verheerender Erdbeben und ist in Japan ein langanhaltender Erfolg; die auf Deutsch vorliegenden Versionen sind lediglich Übersetzungen der auf ein Drittel des Originaltextes heruntergekürzten amerikanischen Fassung.
Nach Motiven seines Romans Fukkatsu no hi (1964; dt. 1987 als Der Tag der Auferstehung) wurde 1980 der Film Overkill – Durch die Hölle zur Ewigkeit gedreht.
Zusammen mit Shin’ichi Hoshi und Yasutaka Tsutsui wurde Komatsu zu den "Großen Drei" der japanischen Science-Fiction gerechnet.
2002 wurde der Asteroid (6983) Komatsusakyo nach ihm benannt.
Komatsu starb am 26. Juli 2011 in einem Krankenhaus nahe Ōsaka an einer Lungenentzündung. Er wurde 80 Jahre alt.

## Werke (Auswahl)
- Chi ni wa heiwa o (地には平和を, 1963, Friede auf Erden)
- Fukkatsu no hi (復活の日, 1964), dt. Der Tag der Auferstehung, Wilhelm Heyne Verlag, München 1987
- ESPY (エスパイ, 1970)
- Nippon Chimbotsu (日本沈没, 1973), dt. Japan sinkt, Verlag Volk und Welt, Berlin 1979; Wenn Japan versinkt, Zsolnay, Wien und Hamburg 1979

## Verfilmungen (Auswahl)
- 1980: Fukkatsu no hi als Overkill – Durch die Hölle zur Ewigkeit